# Division scolaire franco-manitobaine

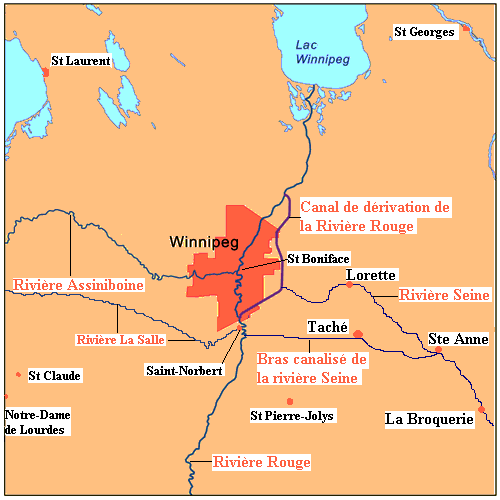
Carte des principales communautés francophones du Manitoba.

La Division scolaire franco-manitobaine est le système d'éducation en langue française de la province du Manitoba, au Canada.

## Présentation
La province du Manitoba compte une importante communauté franco-manitobaine, répartie sur l'ensemble du territoire provincial, notamment à Saint-Boniface, à Winnipeg, ainsi que le long de la rivière Seine.
La Division scolaire franco-manitobaine (DSFM) offre à la fois l'enseignement primaire et l'enseignement secondaire. Elle regroupe 23 établissements scolaires et plus de 5 000 élèves francophones. La DSFM a un triple mandat de réussites : la réussite scolaire, la réussite culturelle et la réussite communautaire. Elle a été formée en 1994 en se prévalant des droits dont fait état l'Article 23 de la Charte canadienne des droits et libertés.

## Écoles
| Écoles                               | Années                 | Emplacement            |
| ------------------------------------ | ---------------------- | ---------------------- |
| École/Collège régional Gabrielle-Roy | Maternelle - 12e année | Île-des-Chênes         |
| École Saint-Joachim                  | Maternelle - 12e année | La Broquerie           |
| École Jours de Plaine                | Maternelle - 12e année | Laurier                |
| École Lagimodière                    | Maternelle - 8e année  | Lorette                |
| École régionale Notre-Dame           | Maternelle - 8e année  | Notre-Dame-de-Lourdes  |
| École Sainte-Agathe                  | Maternelle - 8e année  | Sainte-Agathe          |
| École Pointe-des-Chênes              | Maternelle - 12e année | Sainte-Anne-des-Chênes |
| École communautaire Gilbert-Rosset   | Maternelle - 12e année | Saint-Claude           |
| École communautaire Saint-Georges    | Maternelle - 12e année | Saint-Georges          |
| École régionale Saint-Jean-Baptiste  | Maternelle - 12e année | Saint-Jean-Baptiste    |
| École communautaire Aurèle-Lemoine   | Maternelle - 12e année | Saint-Laurent          |
| École Saint-Lazare                   | Maternelle - 12e année | Saint-Lazare           |
| École communautaire Réal-Bérard      | Maternelle - 12e année | Saint-Pierre-Jolys     |
| École La Source                      | Maternelle - 12e année | Shilo                  |
| École communautaire La Voie du Nord  | Maternelle - 8e année  | Thompson               |
| École Christine-Lespérance           | Maternelle - 8e année  | Winnipeg               |
| École Lacerte                        | Maternelle - 8e année  | Winnipeg               |
| École Noël-Ritchot                   | Maternelle - 8e année  | Winnipeg               |
| École Précieux-Sang                  | Maternelle - 8e année  | Winnipeg               |
| École Roméo-Dallaire                 | Maternelle - 8e année  | Winnipeg               |
| École Taché                          | Maternelle - 6e année  | Winnipeg               |
| Collège Louis-Riel                   | 7e - 12e année         | Winnipeg               |
| Centre scolaire Léo-Rémillard        | 9e - 12e année         | Winnipeg               |